# Pentekostalizm w Ekwadorze

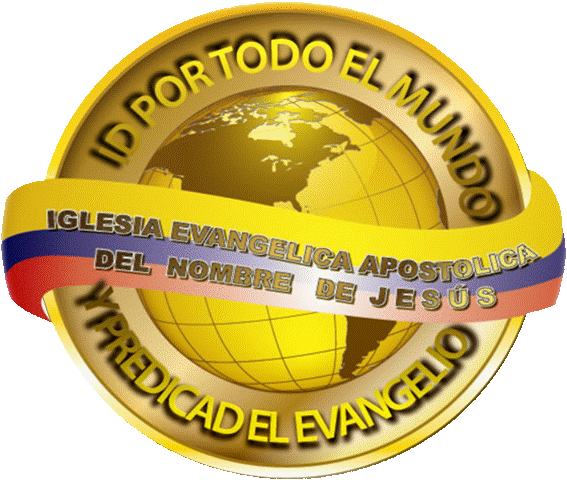
Iglesia Evangélica Apostólica del Nombre de Jesús, założony w 1959

Pentekostalizm w Ekwadorze – społeczność zielonoświątkowców w Ekwadorze, będący drugą siłą religijną i stanowiący ponad 5% populacji. Zielonoświątkowcy są najszybciej rosnącym protestanckim ugrupowaniem. Ruch zielonoświątkowy pojawił się w Ekwadorze dopiero w roku 1956.

## Historia
W roku 1956 przybyli amerykańscy misjonarze z Kościoła Poczwórnej Ewangelii i założyli zbory w Guayaquil oraz Milagro. Później powstał zbór w Quito. W 1957 roku przybywają kolumbijscy misjonarze z Iglesia Pentecostal Unida (nie uznają Trójcy) i swoją pracę rozpoczęli w Guayaquil, które pełniło rolę centrum. W wyniku ich pracy w 1959 powstał kościół o nazwie Iglesia Evangelistica Apostólica Nombre de Jesús. W 1962 powstają Zbory Boże (Asambleas de Dios), w 1966 założone zostały dwa kolejne kościoły, Iglesia de Dios Pentecostal Trinitaria oraz Iglesia de Cristo (Kościół Chrystusowy), a w roku 1972 – Iglesia de Dios (Kościół Boży).
W 1970 roku powstaje kościół nawiązujący do tradycji pentekostalnej – Iglesia Cordero de Dios (Kościół Serca Bożego), który w 2010 liczył 28 zborów. W 1982 roku powstała neopentekostalna Iglesia Cristiana Verbo. Ponadto istnieją niezależne zbory nie należące do żadnej denominacji, według Juliána Guamána w roku 2010 było ich 836, większość z nich w prowincji Guayas. Najmniej w ekwadorskiej części Amazonii.
W końcu lat 80. pentekostalizm rozpowszechnił się w prowincji Chimborazo wśród wiejskiej ludności. Zielonoświątkowcy docierają głównie do najuboższych warstw społecznych .
W 1986 roku Portorykańczyk Yiye Avila, przeprowadził krucjatę Impacto de Dios 86. Avila przez 9 dni głosił w Plaza de toros de Quito (arena walk byków) w Quito, podczas których słuchało go łącznie więcej niż 130.000 osób.
Pentekostalizm rozprzestrzenia się w Ekwadorze bardzo nierównomiernie. W 1987 roku w miejscowościach El Marco i Tolontag w prowincji Pichincha 1800 osób tj. 65% populacji należało do zielonoświątkowego kościoła Ebenezer, 530 osób (20% populacji) było katolikami (podzieleni na tradycyjnych i charyzmatycznych), 240 osób (9% populacji) należało do zielonoświątkowego Iglesia Evangélica Nombre de Jesús i 150 osób (6% populacji) do zielonoświątkowego Kościoła Bethel.
W końcu lat 80. wielu Ekwadorczyków porównywało pentekostalizm do SIL oraz World Vision. Oskarżano, że wprowadzają podziały poprzez wspieranie autochtonicznych społeczności, że zakładają szkoły i sierocińce, które nie spełniają rządowych norm. Krytycy zarzucali, że prawa człowieka są naruszane wszędzie tam, gdzie wchodzą zielonoświątkowcy. Oskarżano za rozpowszechnianie obcych doktryn.
Zbory zielonoświątkowe tym różnią się od ewangelikalnych, że są bardziej samowystarczalne i ekspansywne.

## Statystyki
W roku 2008 katolicy stanowili 66%, a protestanci 12,5% (4,1% członkowie protestanckich kościołów) , z których większość stanowili zielonoświątkowcy.
Zielonoświątkowe denominacje :
- Asambleas de Dios (Zbory Boże) – 65 681 wiernych, 1161 zborów
- Iglesia Internacional del Evangelio Cuadrangular (Kościół Poczwórnej Ewangelii) – 61 tysiące wiernych, 520 zborów
- Iglesia de Dios Pentecostal Trinitaria (Kościół Boży) – 38 tysiące wiernych, 175 zborów
- Iglesia Pentecostal Unida (Zjednoczony Kościół Zielonoświątkowy) – 11 550 wiernych, 605 zborów
- Iglesia de Cristo (Kościół Chrystusa) – 4200 wiernych, 91 zborów
- Asociación De Iglesias Misioneras – 2200 wiernych, 37 zborów
- Iglesia del Espíritu Santo – 2100 wiernych, 34 zbory
- Iglesia Evangélica Apostólica del Nombre de Jesús